# Christian Calderone

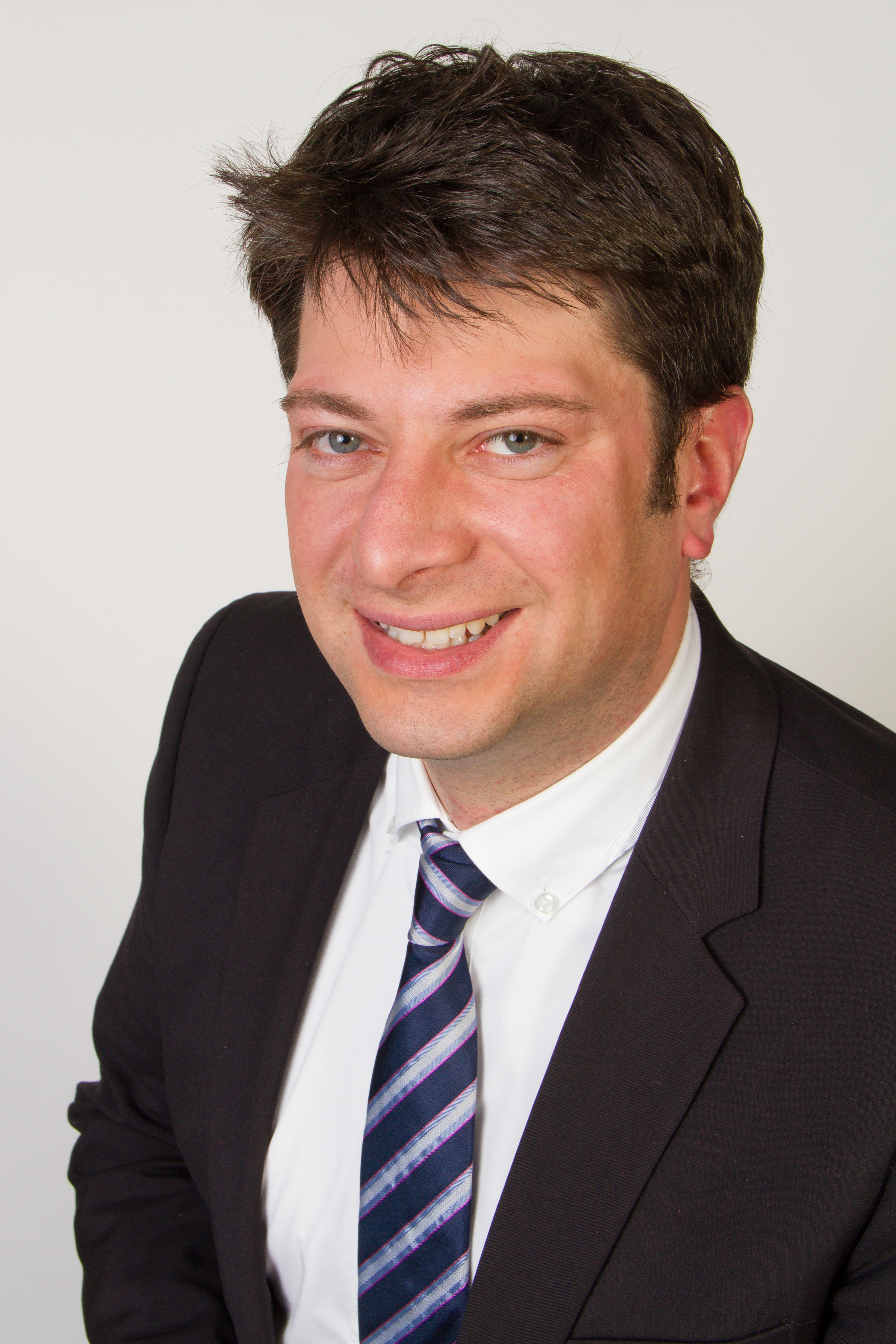
Christian Calderone, 2013

Christian Santino Franz Calderone (* 2. Juli 1977 in Bremen) ist ein deutscher Politiker (CDU) und Jurist. Er ist seit 2013 Abgeordneter im Niedersächsischen Landtag.

## Leben
Calderone legte 1997 sein Abitur in Quakenbrück ab, studierte nach dem Zivildienst Rechtswissenschaften und war daraufhin freiberuflich tätig.
1996, ein Jahr vor seinem Abitur, trat er der CDU bei. Seit 2010 ist er dort Vorsitzender des Kreisverbandes Osnabrück-Land und stellvertretender Vorsitzender des Bezirksverbandes Osnabrück-Emsland. Von 2008 bis zu dessen Tod 2011 arbeitete er im Büro des Landtagsabgeordneten Reinhold Coenen.
Calderone gehört seit 2001 dem Stadtrat von Quakenbrück an. Dort ist er seit 2007 Vorsitzender der CDU-Stadtratsfraktion. Ebenfalls seit 2001 ist er Mitglied des Samtgemeinderates der Samtgemeinde Artland und bekleidet seit 2011 das Amt des Beigeordneten. Seit 2011 ist er Kreistagsabgeordneter im Kreistag des Landkreises Osnabrück.
Im Januar 2013 kandidierte Calderone im Wahlkreis Bersenbrück, welcher zuletzt von Coenen vertreten wurde, und zog nach dem Gewinn eines Direktmandates in den Niedersächsischen Landtag ein. 2017 und 2022 konnte er das Direktmandat jeweils verteidigen. Nach dem Rücktritt André Hüttemeyers (Landtagswahlkreis Vechta) von allen politischen Ämtern im August 2023 übernahm Calderone teilweise dessen Aufgaben in dem Wahlkreis, der bis zur Landtagswahl 2027 keinen direkt gewählten Abgeordneten haben wird.
Calderone ist rechtspolitischer Sprecher der CDU-Fraktion.
Christian Calderone ist römisch-katholischer Konfession.